# ULEB
ULEB (skraćenica od francuskog Union des Ligues Européennes de Basket-Ball, na hrvatskom Zajednica europskih košarkaških liga) je osnovan 1991., s ciljem pomoći stvaranje europskih profesionalnih košarkaških liga. Središte ULEB-a se nalazi u Barceloni, Španjolska. 

## Povijest
ULEB su osnovali Francuska (LNB), Italija (LEGA) i Španjolska (ACB). 1996. pridružuje se Grčka (HEBA), a 1999. Belgija (BLB), Ujedinjeno Kraljevstvo (BBL) i Švicarska (LNBA). 

## Zemlje članice (dio)
- Španjolska
- Italija
- Francuska
- Grčka
- Ujedinjeno Kraljevstvo
- Belgija
- Švicarska
- Njemačka
- Poljska
- Nizozemska
- Bosna i Hercegovina
- Hrvatska
- Makedonija
- Crna Gora
- Srbija
- Slovenija
- Austrija
- Litva
- Češka Republika
- Izrael
- Rusija

## Predsjednici
- Gian Luigi Porelli (1991. – 1998.)
- Eduardo Portela (1998. – 2016.)